# ساستاملا

موقع ساستامـَـلا.

شعار ساستامالا

ساستامـَـلا (بالفنلندية: Sastamala) مدينة فنلندية. أنشئت في 1 يناير 2009، عندما تم دمج بلديات فامـّـلا وأيتسا وموهيارفي في مدينة واحدة.
تقع في إقليم بيركانما. يبلغ عدد قاطني البلدة 24.473 ساكن، ويغطي نطاقها البلدي مساحة قدرها 1.387,56 كيلومتر مربع منها 96,14 كيلومتر مربع ماء. وتبلغ الكثافة السكانية 18,96 نسمة لكل كيلومتر مربع.
البلدية أحادية اللغة وهي الفنلندية.

## الشعار
شعار ساستامالا هو شعار بلدية كاركو المنحلة الآن، والذي تمت الموافقة عليه أصلاً من قبل مجلس بلدية كاركو في 26 نوفمبر 1962، ووافقت عليه وزارة الداخلية في 12 فبراير 1963 للاستخدام. يشير الشعار إلى كنيسة سانت ماري في ساستامالا التي تعود إلى القرن الرابع عشر. يتمثل شرح الشعار في "في حقل أزرق، صليب تكريس ذهبي مع حافة متقاطعة". تم تصميم الشعار بواسطة لوري أهلغرين.

## الجغرافيا
تقع ساستامالا على جانبي حوض نهر كوكيمينجي في الزاوية الجنوب غربية من منطقة بيركانما. تنقسم البلدية بواسطة نهر كوكيمينجي وبحيرة ليكوفيسي، بحيرة راوتافيسي وبحيرة كولوفيسي. الأنهار والبحيرات الأخرى المهمة في البلدية هي بحيرة هوها، بحيرة يلينين، بحيرة كيكوينن وبحيرة موهيجارفي.
يوجد مجموع 161 قرية في ساستامالا، وثلثي سكان البلدية يعيشون في المناطق الريفية والقرى. تم تنظيم القرى في أكثر من 40 جمعية قروية. تم إنشاء تقسيم القرية من قبل القسم العظيم في القرن الثامن عشر وبالتالي لا يتطابق تمامًا مع الوضع الحالي؛ على سبيل المثال، إيلو وبوتاجا يقعان على أراضي قرى أخرى وليسا مُدرجين.

## التاريخ
المقبرة الحجرية مع سيوفها التي تعود إلى القرن الرابع في ريستيماكي، فامالا، تذكر بالدفن المسلح الوفير في العصور الحديثة من العصر الحديدي الروماني (200-400 ميلادي) في المناطق الساحلية. وهي أيضًا الضريح الوحيد داخليًا يتوافق مع تقليد الدفن الساحلي في ذلك الوقت. خلال فترة فينديل، أصبحت المقابر أكثر شيوعًا في منطقة ساستامالا، مما ساهم في نمو السكان وزيادة كثافة السكان. كانت رعية ساستامالا أكبر رعية تنتمي إلى مقاطعة ساتاكونتا التاريخية.
ظهر اسم ساستامالا لأول مرة بشكل ساستامال في رسالة من الملك بيرغر ماغنوسون من عام 1300 أو 1303.

## الاقتصاد
في عام 2015، كانت هناك 8,426 وظيفة في البلدية. من بين هذه الوظائف، كان 8.5% في الإنتاج الأساسي (الزراعة، الغابات وصيد الأسماك), 63% في الخدمات، و27% في التصنيع. كانت نسبة البطالة في قوى العمل 12.3%. تدفع أكبر ضريبة شركات من قبل شركة تصميم البناء بارتنوس، وشركة تكنيكوم لتصنيع المنتجات البلاستيكية والمطاطية، وشركة تصنيع صمامات التدفئة المحلية القصبية.

## الثقافة

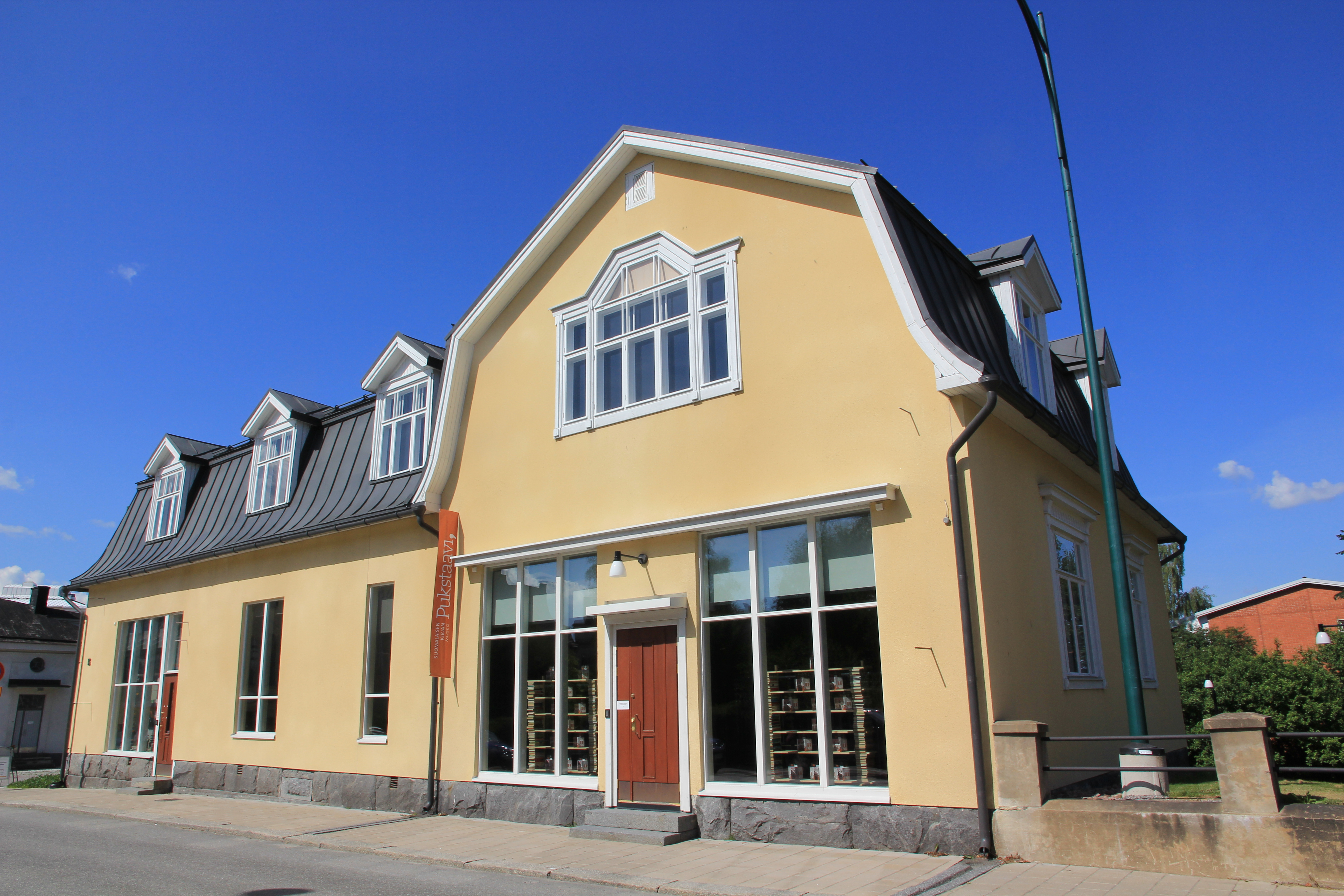
Pukstaavi، متحف الكتب الفنلندي في فامالا، ساستامالا

تتمتع ساستامالا بتقليد طويل في الأدب. واحدة من أكبر الأحداث ذات المواضيع هي أيام الأدب القديم (Vanhan kirjallisuuden päivät) في وسط المدينة خلال فصل الصيف. في يوليو 2011، تم افتتاح متحف الكتب الفنلندي بوكستافي في ساستامالا أيضًا، والذي يعزز ثقافة الكتب الفنلندية والقراءة. بوكستافي هو متحف وطني يروي القصة الشعبية لكتاب فنلندي عن التاريخ الثقافي والأهمية الاجتماعية. في بداية عام 2013، تم إعلان مدينة ساستامالا عاصمة الكتب في فنلندا.

### الأماكن السياحية والفعاليات
- أيام الأدب القديم (book festival)
- ساستامالا جريجوريانا, مهرجان الموسيقى القديمة
- مركز التزلج إليفوري
- جبل بيرنفووري ("جبل الشيطان")
- كنيسة القديس أولاف
- منزل هيرا هاكاراين
- دار الثقافة جاتسي
- جولف ليكسايد فامالا
- متحف ساركيا
- متحف كيكيا
- نهر كوكيمينجي

## وصلات خارجية
- Town of Sastamala – الموقع الرسمي

(بالفنلندية)